# Фабрег
Фабрег (фр. Fabrègues) је насеље и општина у јужној Француској у региону Лангдок-Русијон, у департману Еро која припада префектури Монпелије.
По подацима из 2011. године у општини је живело 6257 становника, а густина насељености је износила 198,89 становника/km². Општина се простире на површини од 31,46 km². Налази се на средњој надморској висини од 25 метара (максималној 220 m, а минималној 7 m).

## Демографија
| 1962. | 1968. | 1975. | 1982. | 1990. | 1999. | 2011. |
| ----- | ----- | ----- | ----- | ----- | ----- | ----- |
| 1.583 | 1.771 | 2.522 | 2.915 | 4.089 | 5.901 | 6.257 |

График промене броја становника у току последњих година